# AEGON Trophy 2010
Die AEGON Trophy 2010 war ein Tennisturnier der ATP Challenger Tour 2010 für Herren und ein Tennisturnier des ITF Women’s Circuit 2010 für Damen in Nottingham. Sie fanden zeitgleich vom 31. Mai bis 6. Juni 2010 statt.